# Adrian Baianu
Adrian Baianu (* 22. Mai 1966 in München) ist ein deutscher Liedbegleiter, Korrepetitor und Vocal Coach.

## Leben und berufliches Wirken
Bereits während seiner Schulzeit am Pestalozzi-Gymnasium München (Abitur 1985) nahm Baianu Klavierunterricht bei Hildegard Stenda und wurde vom Pianisten Ludwig Hoffmann betreut. Anschließend studierte er an der Hochschule für Musik und Theater in München Klavier bei Gottfried Hefele und Liedgestaltung bei Erik Werba, Helmut Deutsch, Norman Shetler und Siegfried Mauser. Des Weiteren belegte er die Studiengänge Theaterwissenschaft und Italienische Philologie an der Ludwig-Maximilians-Universität München. Außerdem studierte er dort sowie auch am Mozarteum in Salzburg Musikwissenschaft.
Von 1994 bis 2006 hatte Baianu einen Lehrauftrag für Gesangskorrepetition an der Hochschule für Musik und Theater in München. Bereits zu dieser Zeit gab er Liederabende und machte CD-Aufnahmen mit Susan B. Anthony, Wolfgang Brendel, Wolfgang Koch, Noëmi Nadelmann, Andreas Schmidt, Edith Wiens und Elena Zaremba. Seit 2007 ist Baianu freiberuflich als Liedbegleiter und Korrepetitor tätig u. a. von Albert Dohmen, Petra Lang, Falk Struckmann, Juha Uusitalo und Michael Volle.
Er konzertierte in Berlin an der Komischen Oper, in Bern, am Grand Théâtre de Genève, an der Brüsseler Oper (La Monnaie/de Munt), an der Opéra National du Rhin in Straßburg, in Krakau, im Leipziger Gewandhaus, in London (Wigmore Hall und St Luke’s Old Street), an der Opéra de Monte-Carlo, im Prinzregententheater München, beim Opernfestival Savonlinna, in Stuttgart, Valencia (Palau de les Arts, Palau de la Musica) und in Zürich.
Daneben spezialisiert sich Adrian Baianu als Vocal Coach auf in Vergessenheit geratene italienische Gesangstechniken, die speziell für große Räume gedacht waren. Er überträgt diese Techniken auf das deutsche Opernrepertoire mit den Schwerpunkten Richard Wagner und Richard Strauss. Gemeinsam mit der Opern- und Konzertsängerin Petra Lang und angeregt durch den italienischen Tenor Angelo Loforese perfektioniert er diese Techniken. Ihr Wissen geben beide zusammen in Meisterkursen weiter (z. B. Münster 2008, in London 2009, in Bayreuth anlässlich der Bayreuther Festspiele 2013, in Sankt Goar 2014 und 2015, beim Opernstudio der Oper Köln und in München).

## Diskographie
- 1996 Lieder von Enjott Schneider mit Andreas Schindler für Wergo/Schott
- 2000 Lieder von Franz Schreker mit Noëmi Nadelmann und Andreas Schmidt für Arte Nova/BMG
- 2003 Lieder von Engelbert Humperdinck mit Susan B. Anthony und Andreas Schmidt für EDA
- 2007 Brahms: Die schöne Magelone mit Hartmut und Michael Volle für Brilliant Classics
- 2008 Lieder von Hans von Bülow, Bruno Walter und Clemens Krauss mit Petra Lang und Michael Volle für OehmsClassics